# Ruta Patrimonial Huellas de Pablo Neruda
La Ruta Patrimonial Huellas de Pablo Neruda es el resultado de un trabajo de investigación realizado por el Ministerio de Bienes Nacionales, con el apoyo de la Universidad Católica de Temuco, que ha identificado en la ciudad  de Temuco aquellos lugares significativos en la temprana historia del premio Nobel de Literatura chileno Pablo Neruda, entretejiendo aspectos biográficos –su casa, familia, formación escolar, madurez-, con parte de la historia de la ciudad de Temuco–fundación y algunos hitos de su desarrollo- y el imaginario de su poesía y entorno.
La Ruta Patrimonial está compuesta por 18 hitos, divididos en cinco ámbitos. Se emplaza en el casco histórico y parte del centro de la ciudad de Temuco e invita a conocer lugares que, por sus características históricas y culturales, naturales y poéticas, constituyeron hitos importantes en la vida y obra del poeta, como también en la conformación de la ciudad.
Los ámbitos se definieron según criterios socioespaciales como la presencia de una historia y un modo de sociabilidad compartido. En estos confluyen lugares e historias que se entrelazan a la poesía y la biografía de
Neruda y la ciudad, evocando al poeta y poniendo en valor el patrimonio histórico-cultural, material e inmaterial, asociado
al desarrollo de Temuco.
En cada uno de estos ámbitos, se destacan lugares de infancia, formación, recreación e inspiración del poeta, así como otros puntos de interés patrimonial que, más que monumentos arquitectónicos, proveen ideas y sentimientos para imaginar a Neruda y su entorno vital y poético primordial.

## Su vida en Temuco

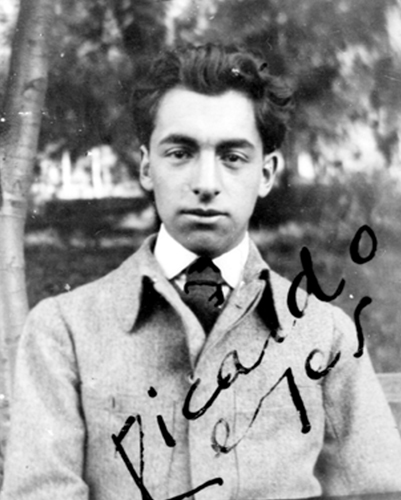
El joven Pablo Neruda cuando aún firmaba como Ricardo Reyes.

Neftalí Reyes, verdadero nombre de Pablo Neruda, llegó en 1906 hasta 1920 a la ciudad de Temuco junto a su padre quien trabajaba en Ferrocarriles de Chile. El poeta vivió su infancia, adolescencia y juventud en la Región de la Araucanía. La lluvia, los bosques, la madera y los pájaros lo inspiraron a escribir sus primeros poemas. Por ello se dice que en Temuco nació el poeta, quien comenzó a utilizar el seudónimo de Pablo Neruda para que su padre no se enterara de que era el quien publicaba en los periódicos. En el año 1910, Neruda ingresa al Liceo de Hombres de Temuco, hoy Liceo Pablo Neruda, donde permaneció hasta terminar sus estudios secundarios en 1920. A sus 13 años de edad, durante el mes de julio de 1917, el diario “La Mañana” de Temuco, publicó un breve artículo en prosa titulado: “Entusiasmo y perseverancia”
En 1910, a los seis años, Neftalí ingresa al Liceo de Hombres de Temuco. Allí iba a cursar enteros sus años de escolar, hasta el final de sus estudios secundarios, y allí fue escrita su primera poesía. Muy delgado, casi quebradizo entonces, se recordaba después: "Por las veredas, pisando en una piedra y en otra, contra frío y lluvia, andábamos hacia el colegio. Los paraguas se los llevaba el viento. Los impermeables eran caros, los guantes no me gustaban, los zapatos se empapaban. Siempre recordaré los calcetines mojados junto al brasero y muchos zapatos echando vapor, como pequeñas locomotoras. Luego venían las inundaciones, que se llevaban las poblaciones donde vivía la gente más pobre, junto al río. También la tierra se sacudía, temblorosa. Otras veces, en la cordillera asomaba un penacho de luz terrible: el volcán Llaima despertaba".

De hecho el encuentro poético más importante de la época liceana de Pablo Neruda fue conocer a Gabriela Mistral, Lucila Godoy, directora del Liceo de Niñas de Temuco y  ya célebre por sus "Sonetos de la Muerte". "Por ese tiempo llegó a Temuco una señora alta, con vestidos muy largos y zapatos de taco bajo. Era la nueva directora del liceo de niñas. Venía de nuestra ciudad austral, de las nieves de Magallanes. Se llamaba Gabriela Mistral. Yo la miraba pasar por las calles de mi pueblo con sus ropones talares, y le tenía miedo. Pero, cuando me llevaron a visitarla, la encontré buena moza. En su rostro tostado en que la sangre india predominaba como un bello cántaro araucano, sus dientes blanquísimos se mostraban en una sonrisa plena y generosa que iluminaba la habitación. Yo era demasiado joven para ser su amigo, y demasiado tímido y ensimismado." 
«Ella me hizo leer los primeros grandes nombres de la literatura rusa que tanta influencia tuvieron sobre mí».

## Hitos de la Ruta Patrimonial
La Ruta Patrimonial está compuesta por 18 hitos, divididos en cinco ámbitos.

### Barrio Estación

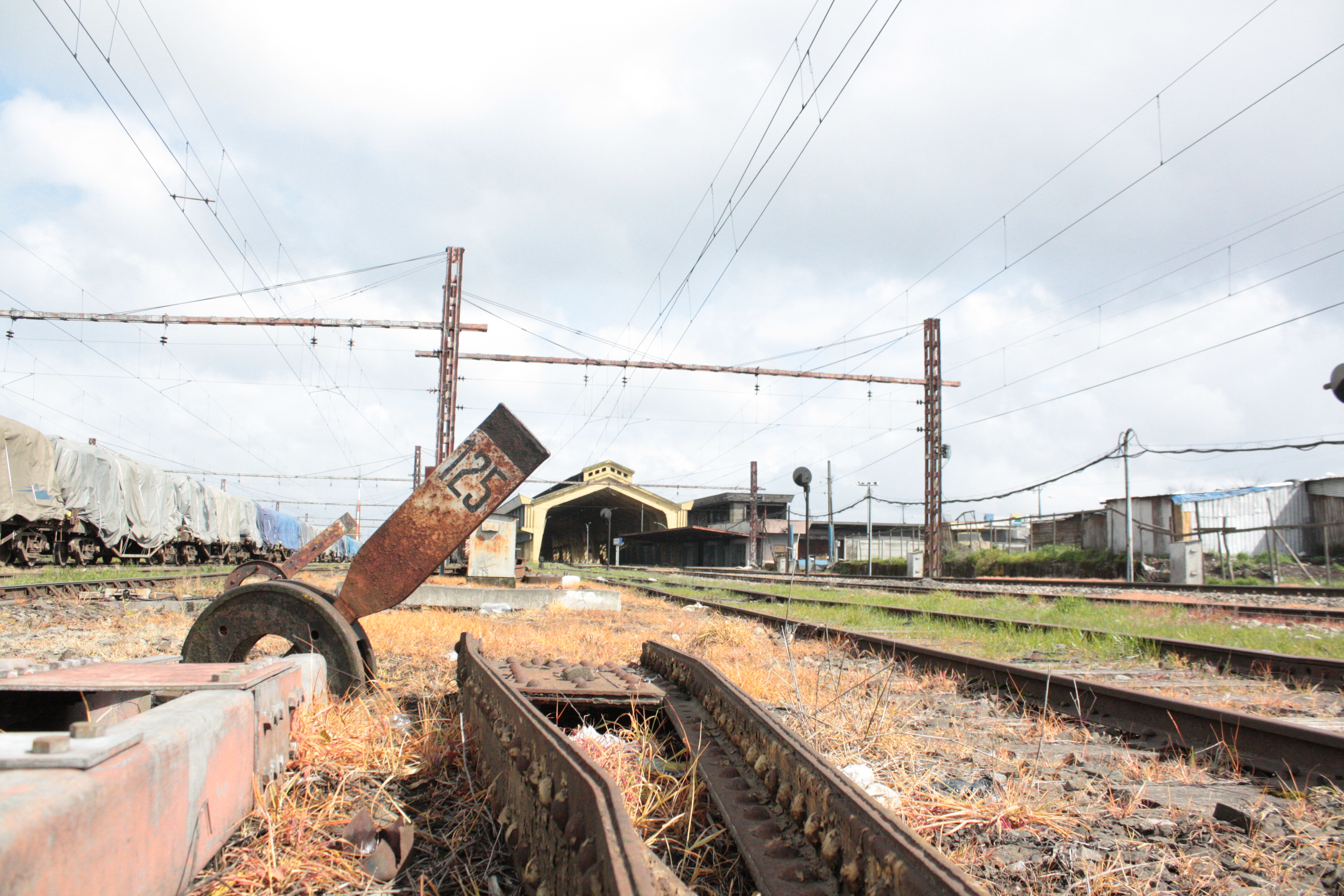
Estación Temuco vista desde el norte

Ocupa parte del casco histórico de Temuco. este es el principal punto de encuentro de la cultura mapuche y chilena mestiza. Espacio de encuentro que generaba la estación, la feria y el terminal de buses rural.

- 1. Museo Nacional Ferroviario Pablo Neruda
- 2. Casa Pablo Neruda
- 3. Sector Feria Pinto
- 4. Estación de Ferrocarriles
- 5. Iglesia Corazón de María

### Cerro Ñielol
Monumento Natural que ofrece flora y fauna nativa. Símbolo de la identidad urbana de Temuco. Constituye el sector más austral del Cordón Ñielol Huimpil.

- 6. Placa Recordatoria de Neruda
- 7. Mirador Principal
- 8. La patagua y los Che Mamüll

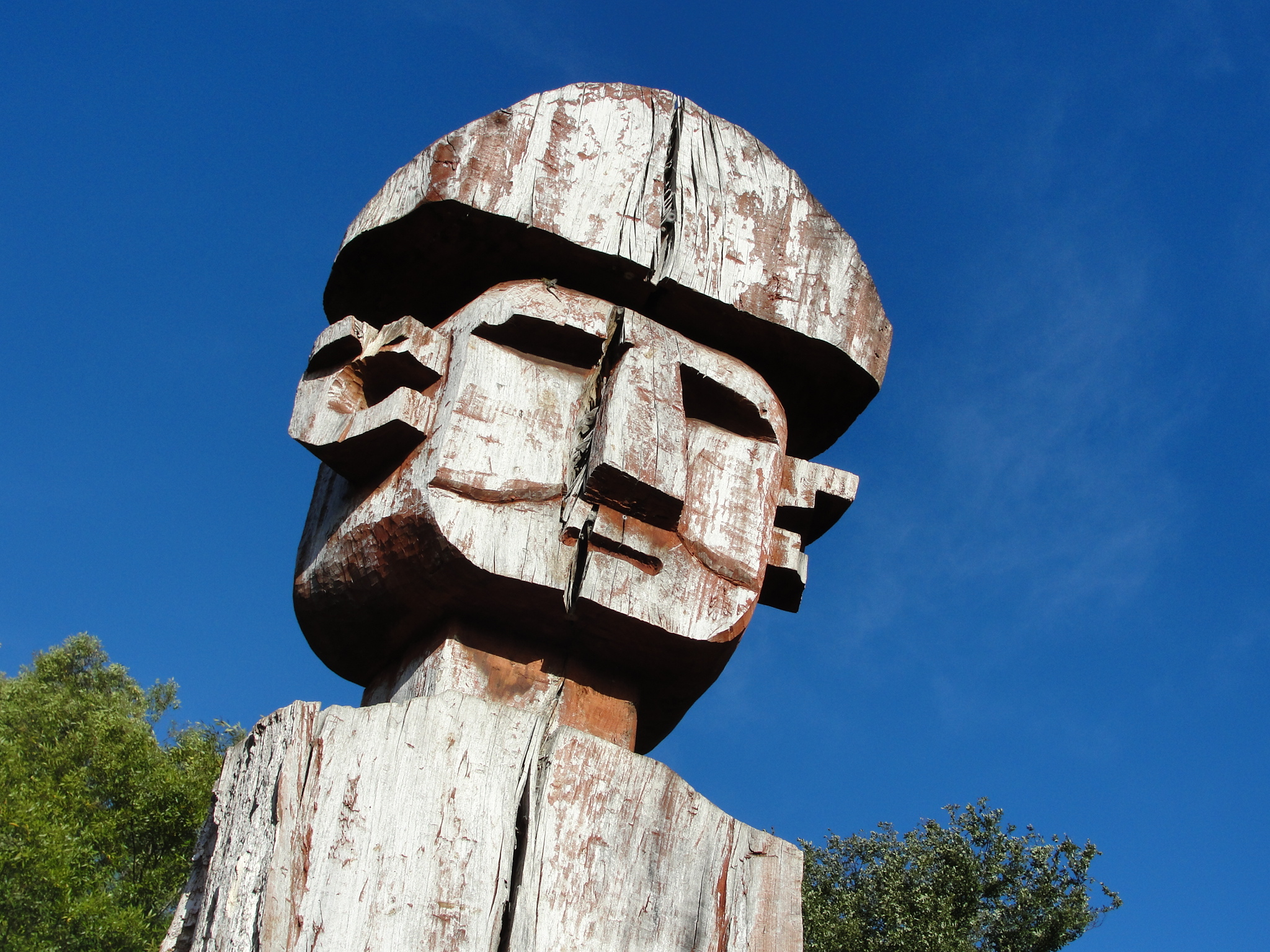
La Patagua del Armisticio

- 9. Escuela agrícola (Ateneo Literario)

### Balmaceda
Parte del casco histórico de la ciudad. Conecta la Feria Pinto, el Barrio Estación con el centro, el Cerro Ñielol, el Liceo Pablo Neruda, el Cementerio General y el Parque para La Paz.

- 10. Tumba de los padres y familiares
- 11. Feria de artesanía regional
- 12. Pérgola de las flores

### Centro de Temuco
Centro cívico, plazas ciudadanas, instituciones públicas, administrativas, financieras, educativas, comunicacionales, informativas, recreativas, comerciales.

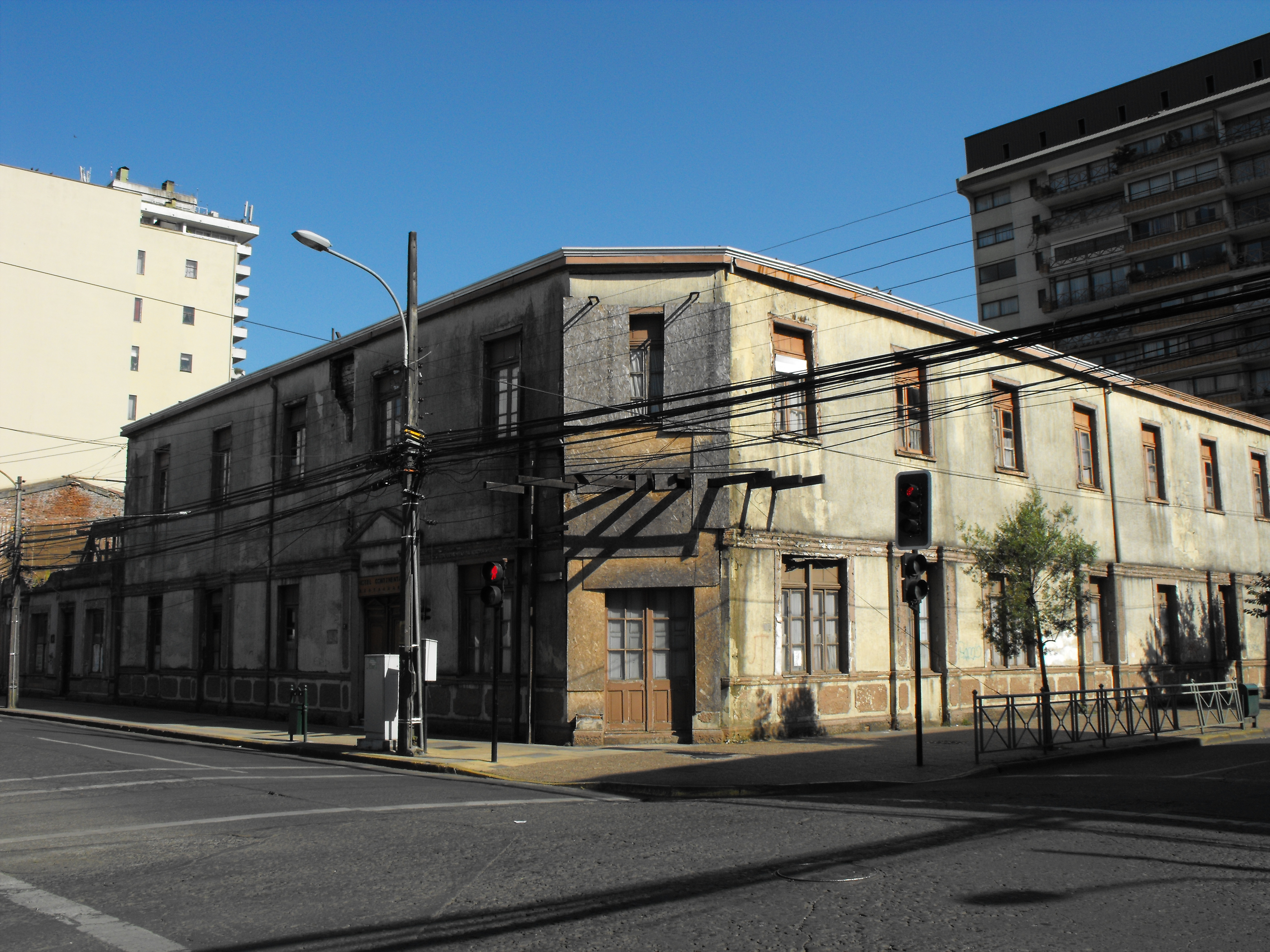
Hotel Continental Temuco

- 13. Plaza Teodoro Schmidt, ex “El Manzano”
- 14. Mercado Modelo
- 15. Hotel Continental

### Isla Cautín
Centro cívico, plaza ciudadana, complejo deportivo y recreacional.

- 16. Mirador Isla Cautín
- 17. Puente ferroviario Cautín
- 18. Río Cautín